# Japanismus
Ein Japanismus ist ein aus dem Japanischen stammendes Lehn- oder Fremdwort. 

## Japanismen im Deutschen
Fast alle Japanismen wurden direkt aus dem Japanischen übernommen; nur wenige kamen vermittelt über andere Sprachen ins Deutsche. Fast 500 Japanismen sind im Deutschen in der Gemeinsprache nachweisbar, wie Auswertungen entsprechender Wörterbücher ergaben. Sie sind nahezu ausschließlich erst im 20. Jahrhundert entlehnt worden; für die Zeit vom 16. – 19. Jahrhundert werden nur ganze 6 Japanismen im Deutschen nachgewiesen. Der älteste Japanismus im Deutschen ist nach Kluge das Wort „Bonze“, das im 16. Jahrhundert aus dem Französischen übernommen wurde (dieses wiederum aus dem Portugiesischen) und seit dem 18. Jahrhundert die heute geläufige Bedeutung hat, die mit der Zeit immer negativer gedeutet wird.
Der Prozess der Entlehnungen ins Deutsche entspricht dem Piotrowski-Gesetz (Best 2009).

## Japanismen im Englischen
Eine Untersuchung anhand von gemeinsprachlichen Wörterbüchern zu den Japanismen, die nach 1949 ins Englische übernommen wurden, kam auf 222 Lexeme. Weitere 53 Lexeme sind dadurch entstanden, dass japanische Entlehnungen durch Wortbildung weiterentwickelt wurden.